# Biblioteca Raczyński
La biblioteca Raczyński, fundada por Edward Raczyński en Poznań, Polonia, es una de las más conocidas atracciones turísticas de la ciudad. El edificio se levantó entre 1822 y 1828. El estilo clasicista, con una gran columnata, se ve influido por la fachada oriental del Louvre.

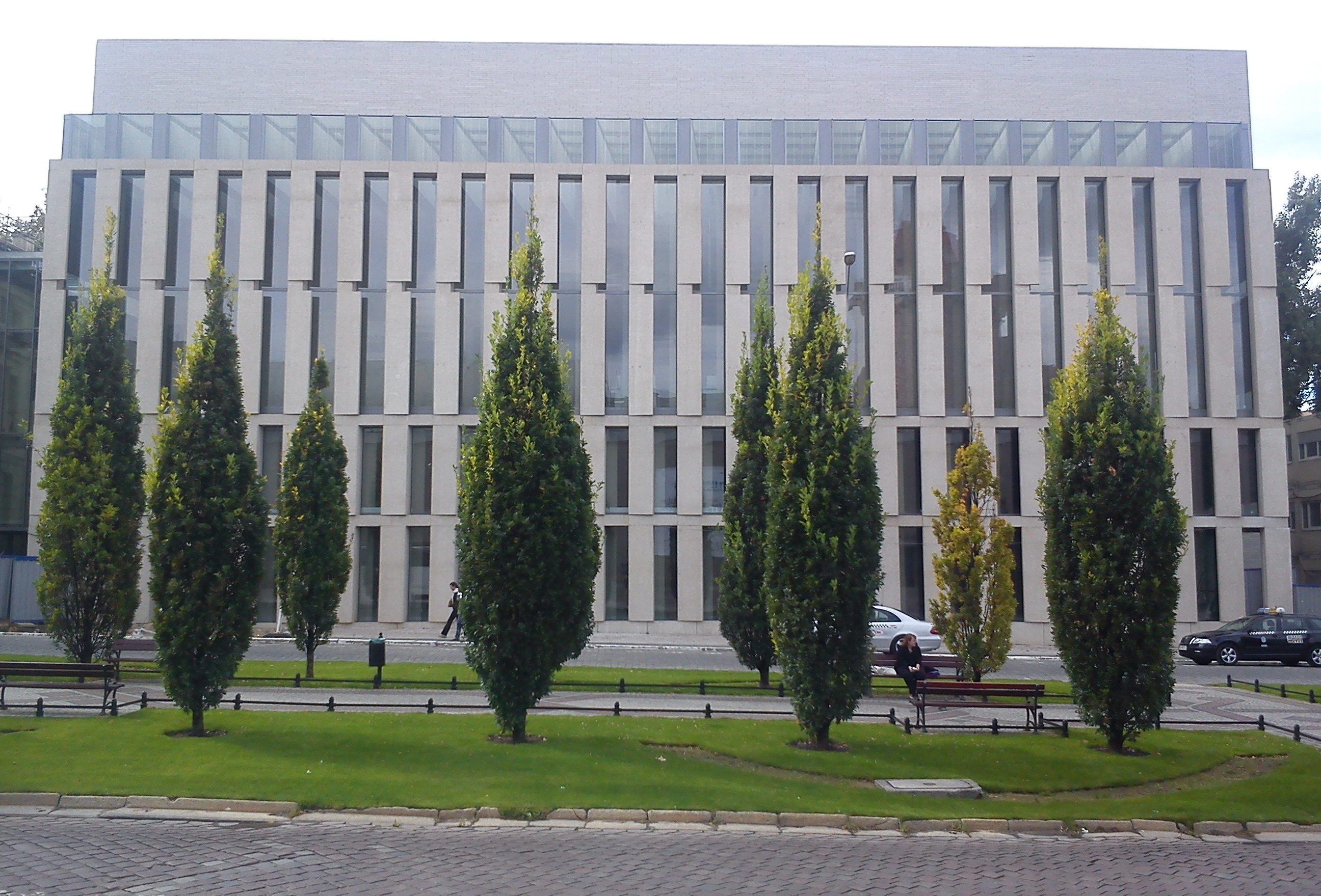
Nueva ala de la biblioteca abierta en 2013.